# Више образовање
Више образовање (које се назива постсредњим образовањем, трећим нивоом или терцијарним образовањем) је опциони финални стадијум формалног образовања коме се приступа након завршетка средњег образовања. Најчешће се остварује на универзитетима, академијама, колеџима, семеништима, конзерваторијумима, и технолошким институтима, мада је више образовање исто тако доступно путем појединих институција на нивоу специјализованих колеџа, укључујући струковне школе, трговинске школе, и друге професионалне колеџе који додељују академске титуле или професионалне сертификације. Високо образовање без стицања академске титуле се понекад назива даље образовање или континуирано образовање за разлику од вишег образовања. Право на приступ вишем образовању спомиње се у бројним међународним инструментима људских права. Међународни споразум о економским, социјалним и културним правима Уједињених нација из 1966. године декларише, у члану 13, да „више образовање треба да буде једнако доступно свима, на основу капацитета, путем свих прикладних средстава, а посебно путем прогресивног увођења бесплатног образовања”. У Европи, члан 2 Првог протокола Европске конвенције о људским правима, који је адаптиран 1950. године, обавезује све потписнике да гарантују право на образовање.
Образовање је процес промене личности у жељеном правцу личности, усвајању различитих садржаја у зависности од узраста и потребе јединке. Образовање има две основне функције: образовну и васпитну. Најзначајнија образовна институција је школа. Већина становништва није имала никаквог образовања до прве половине 19. века.
У модерном друштву људи требају да савладају основне вештине као што су: читање, писање и рачунање да стекну основно знање о свом друштвеном, физичком и економском окружењу. У временима када је мало ученика напредовало даље од основног образовања или базног образовања, термин „више образовање” се често користио за означавање средњег образовања, што може да доведе до извесне забуне. Одатле води порекло термин висока школа за разне школе за децу између узраста 14 и 18 година (Сједињене Државе), или 11 и 18 година (УК и Аустралија).
Више образовање обухвата наставни, истраживачки и примењени рад (нпр. у медицинским и стоматолошким школама), и активности социјалних услуга универзитета. Унутар подручја подучавања, више образовање обухвата додипломски ниво, и изван тога постдипломско образовање (или посдипломски ниво). Каснији ниво образовања се обично назива постдипломским студијама. Поред вештина које су специфичне за одређени степен, потенцијални послодавци у било којој професији траже доказе о способностима критичког и аналитичког размишљања, вештини рада у тиму, информацијској писмености, етичком расуђивању, способности доношења одлука, течном говору и писању, способностима решавања проблема, и широком познавању либералних уметности и наука.
Од Другог светског рата, развијене и многе земље у развоју повећале су учешће старосне групе која углавном похађа више образовање од елитне стопе са око 15 процената, до масе од 16 до 50%. У многим развијеним земљама, учешће у вишем образовању је наставило да се повећава ка универзалном или, како је то Троу касније назвао, отвореном приступу, где више од половине релевантне старосне групе учествује у вишем образовању. Више образовање је важно за националне економије, као индустрија сама по себи, и као извор обученог и образованог особља за остатак економије. Високообразовани радници добију препознатљиво веће наднице и знатно је мање вероватно да ће постати незапослени, него мање образовани радници. Међутим, прихватање толиког броја ученика са само просечном способношћу за више образовање неизбежно захтева смањење академских стандарда, што олакшава инфлација оцена. Такође, понуда дипломаната у многим областима студија превазилази потражњу за њиховим вештинама, што погоршава стопу незапослености, подзапосленост, креденцијализам и образовну инфлацију.

## Историја
Амерички систем вишег образовања је био под снажним утицајем Хумболтовог модела вишег образовања. Вилхелм фон Хумболтов образовни модел иде даље од стручне обуке. У писму пруском краљу, он је написао:
Непобитно постоје одређене врсте знања које морају бити опште природе и, што је још важније, одређена култивација ума и карактера које нико не може себи да дозволи да изостави. Људи очигледно не могу бити добре занатлије, трговци, војници или бизнисмени, уколико, без обзира на њихово занимање, нису добри, часни и - сходно својим околностима - добро информисане особе и грађани. Ако се ова основа полаже кроз школовање, стручне вештине се лако стичу касније, а особа је увек слободна да се креће од једног занимања до другог, као што се често дешава у животу.
Филозоф Јулијан Нида-Римелин је критиковао неусклађеност између Хумболдтових идеала и савремене европске образовне политике, која уско схвата образовање као припрему за тржиште рада, и тврдио је да је неопходно да направи избор између Макинзија и Хумболта.

## Функционална теорија образовања
Функционална теорија образовања је најважнија теорија.Емил Диркем сматра да је функционална теорија образовања преставља мост између појединца и друштва. Школа је главно средство за изједначавање.

## Спољашње веве
- Друштвена теорија образовања
- „college.gov - U.S. Department of Education”. Архивирано из оригинала 18. 12. 2008. г. Приступљено 25. 05. 2019.